# Nový Malín
Nový Malín là một làng thuộc huyện Šumperk, vùng Olomoucký, Cộng hòa Séc.